# Adrenaline
Adrenaline — дебютний альбом американського ню-метал гурту Deftones виданий 3 жовтня 1995 року на лейблах Maverick Records та Warner Bros. Records. На обкладинці альбому зображено аспіратор.

## Список композицій
Автор слів Чіно Морено, автор музики Deftones. 
| #     | Назва                    | Тривалість |
| ----- | ------------------------ | ---------- |
| 1.    | «Bored»                  | 4:06       |
| 2.    | «Minus Blindfold»        | 4:04       |
| 3.    | «One Weak»               | 4:29       |
| 4.    | «Nosebleed»              | 4:26       |
| 5.    | «Lifter»                 | 4:43       |
| 6.    | «Root»                   | 3:41       |
| 7.    | «7 Words»                | 3:43       |
| 8.    | «Birthmark»              | 4:18       |
| 9.    | «Engine No. 9»           | 3:25       |
| 10.   | «Fireal»                 | 6:36       |
| 11.   | «Fist» (Прихований трек) | 3:35       |
| 47:08 |                          |            |

## Чарти
| Чарт (1996—2000)                       | Найвища позиція |
| -------------------------------------- | --------------- |
| США Top Heatseekers Albums (Billboard) | 23              |
| США Top Catalog Albums (Billboard)     | 46              |

## Сертифікації
| Регіон                                             | Сертифікація | Продажі    |
| -------------------------------------------------- | ------------ | ---------- |
| Велика Британія (BPI)                              | Золотий      | 100 000^   |
| США (RIAA)                                         | Платиновий   | 1 000 000^ |
| ^відвантаження, що базуються лише на сертифікаціях |              |            |